# There Existed an Addiction to Blood
There Existed an Addiction to Blood è il terzo album del gruppo musicale hip hop statunitense Clipping, pubblicato nel 2019. Ottiene 73/100 su Metacritic e arriva al terzo posto nella classifica statunitense "Heatseekers".
| Recensione | Giudizio |
| ---------- | -------- |
| AllMusic   |          |
| Pitchfork  |          |

## Tracce
1. Intro – 1:04
2. Nothing Is Safe – 4:57
3. He Dead (featuring Ed Balloon) – 4:22
4. Haunting (Interlude) – 0:57
5. La Mala Ordina (featuring Elcamino & Benny the Butcher) – 5:46 (musica: The Rita (co-prod.))
6. Club Down – 4:30 (musica: Sarah Bernat (co-prod.))
7. Prophecy (Interlude) – 1:11
8. Run for Your Life (featuring La Chat) – 4:52
9. The Show – 3:04
10. Possession (Interlude) – 2:10
11. All in Your Head (featuring Counterfeit Madison & Robyn Hood) – 4:29
12. Blood of the Fang – 4:49
13. Story 7 – 3:40
14. Attunement – 4:46 (musica: Pedestrian Deposit (co-prod.))
15. Piano Burning – 18:00

## Classifiche settimanali
| Classifica (2019)     | Posizione massima |
| --------------------- | ----------------- |
| US Heatseekers Albums | 3                 |
| US Independent Albums | 8                 |